# Резбарці
Резба́рці (болг. Резбарци) — село в Кирджалійській області Болгарії. Входить до складу общини Кирджалі.

## Населення
За даними перепису населення 2011 року у селі проживали 696 осіб.
Національний склад населення села:
| Національність   | Кількість осіб | Відсоток |
| ---------------- | -------------- | -------- |
| турки            | 299            | 52,7%    |
| болгари          | 266            | 46,9%    |
| цигани           | 0              | 0%       |
| Всього відповіли | 567            |          |

Розподіл населення за віком у 2011 році:
Динаміка населення: